# Wenezuela na Letnich Igrzyskach Olimpijskich 1980
Wenezuelę na Letnich Igrzyskach Olimpijskich w 1980 roku reprezentowało 37 zawodników (wszyscy mężczyźni) w 7 dyscyplinach. Zdobyli oni łącznie jeden medal (srebrny w boksie), plasując swój kraj na 33 miejscu w klasyfikacji medalowej.
Był to dziesiąty występ Wenezueli na letniej olimpiadzie. Chorążym ekipy był bokser Antonio Esparragoza.

## Medaliści

### Srebrne medale
| Zawodnik     | Dyscyplina | Konkurencja  |
| ------------ | ---------- | ------------ |
| José Piñango | Boks       | waga kogucia |

## Wyniki zawodników

### Boks

#### Mężczyźni
| Zawodnik            | Konkurencja          | 1/32 finału      | 1/16 finału                                            | 1/8 finału                                  | Ćwierćfinały                                     | Półfinały                                     | Finał                                            | Pozycja  | Źródło |
| Zawodnik            | Konkurencja          | Przeciwnik Wynik | Przeciwnik Wynik                                       | Przeciwnik Wynik                            | Przeciwnik Wynik                                 | Przeciwnik Wynik                              | Przeciwnik Wynik                                 | Pozycja  | Źródło |
| ------------------- | -------------------- | ---------------- | ------------------------------------------------------ | ------------------------------------------- | ------------------------------------------------ | --------------------------------------------- | ------------------------------------------------ | -------- | ------ |
| Pedro Nieves        | waga papierowa       | —                | Singkham Phongpratith Zwycięstwo przez TKO w 1.rundzie | Dietmar Geilich Porażka na punkty (287-299) | NQ                                               | NQ                                            | NQ                                               | 9.- 16.  | [ 3 ]  |
| Armando Guevara     | waga musza           | —                | Nyamyn Narantuyaa Zwycięstwo na punkty (299-279)       | Jo Ryon-Sik Porażka na punkty (291-295)     | NQ                                               | NQ                                            | NQ                                               | 9.- 16.  | [ 4 ]  |
| José Piñango        | waga kogucia         | BYE              | Ernesto Alguera Zwycięstwo na punkty (297-288)         | Veli Koota Zwycięstwo przez dyskwalifikację | John Siryakibbe Zwycięstwo przez KO w 2. rundzie | Dumitru Cipere Zwycięstwo na punkty (294-291) | Juan Hernández Pérez Porażka na punkty (282-300) | srebro   | [ 5 ]  |
| Antonio Esparragoza | waga piórkowa        | BYE              | Peter Hanlon Porażka na punkty (284-297)               | NQ                                          | NQ                                               | NQ                                            | NQ                                               | 17.- 32. | [ 6 ]  |
| Nelson Trujillo     | waga lekka           | —                | Seán Doyle Porażka przez TKO w 2. rundzie              | NQ                                          | NQ                                               | NQ                                            | NQ                                               | 17.- 32. | [ 7 ]  |
| Nelson Rodríguez    | waga lekkopółśrednia | —                | John Munduga Porażka na punkty (297-289)               | NQ                                          | NQ                                               | NQ                                            | NQ                                               | 17.- 32. | [ 8 ]  |
| Elio Díaz           | waga półśrednia      | —                | Lucas Msomba Porażka na punkty (296-286)               | NQ                                          | NQ                                               | NQ                                            | NQ                                               | 17.- 32. | [ 9 ]  |
| Jackson Rivera      | waga lekkośrednia    | —                | Roger Houangni Zwycięstwo na punkty (300-278)          | Wilson Kaoma Porażka przez dyskwalifikację  | NQ                                               | NQ                                            | NQ                                               | 9.- 16.  | [ 10 ] |
| Jesús Cabeza        | waga średnia         | —                | BYE                                                    | Jang Bong-Mun Porażka przez KO w 2. rundzie | NQ                                               | NQ                                            | NQ                                               | 9.- 16.  | [ 11 ] |

### Kolarstwo

#### Mężczyźni
| Zawodnik                                            | Konkurencja                | Czas (Strata do zwycięzcy) | Pozycja | Źródło |
| --------------------------------------------------- | -------------------------- | -------------------------- | ------- | ------ |
| Jesús Torres                                        | wyścig ze startu wspólnego | +9:10                      | 20.     | [ 13 ] |
| Mario Medina                                        | wyścig ze startu wspólnego | +15:39                     | 34.     | [ 13 ] |
| Olinto Silva                                        | wyścig ze startu wspólnego | DNF                        | DNF     | [ 13 ] |
| Juan Arroyo                                         | wyścig ze startu wspólnego | DNF                        | DNF     | [ 13 ] |
| Claudio Pérez Olinto Silva Juan Arroyo Mario Medina | jazda drużynowa na czas    | 2:14:15.8                  | 18.     | [ 14 ] |

### Lekkoatletyka

#### Konkurencja biegowe

##### Mężczyźni
| Zawodnik       | Konkurencja   | Eliminacje | Eliminacje | Półfinały | Półfinały | Finał | Finał   | Źródło |
| Zawodnik       | Konkurencja   | Czas       | Pozycja    | Czas      | Pozycja   | Czas  | Pozycja | Źródło |
| -------------- | ------------- | ---------- | ---------- | --------- | --------- | ----- | ------- | ------ |
| William Wuycke | Bieg na 800 m | 1:48.5     | 4. q       | 1:47.4    | 4.        | NQ    | NQ      | [ 15 ] |

### Piłka nożna

#### Skład
- Pedro Acosta
- Ordan Aguirre
- Bernardo Añor
- Emilio Campos
- Nelson Carrero
- Rodolfo Carvajal
- Angel de Jesús
- Mauro Cichero
- Roberto Elie
- Pedro Febles
- Alexis Peña
- Fernando Pereira
- Asdrúbal Sánchez
- Eustorgio Sánchez
- Juan José Vidal
- Iker Zubizarreta

#### Faza grupowa[16]
| Przeciwnik | Data       | Wynik | Strzelcy bramek dla Wenezueli |
| ---------- | ---------- | ----- | ----------------------------- |
| ZSRR       | 20.07.1980 | P 4-0 | brak                          |
| Kuba       | 22.07.1980 | P 2-1 | Zubizarreta                   |
| Zambia     | 24.07.1980 | Z 2-1 | Zubizarreta, E. Sánchez       |

Pozycja w grupie: 3. (1-0-2, 2 pkt, 3:7)
Końcowy wynik: 9. miejsce

### Pływanie

#### Mężczyźni
| Zawodnik            | Konkurencja             | Eliminacje | Eliminacje | Półfinały | Półfinały | Finał | Finał   | Źródło |
| Zawodnik            | Konkurencja             | Czas       | Pozycja    | Czas      | Pozycja   | Czas  | Pozycja | Źródło |
| ------------------- | ----------------------- | ---------- | ---------- | --------- | --------- | ----- | ------- | ------ |
| Alberto Mestre      | 100 m stylem dowolnym   | 52.62      | 5.         | NQ        | NQ        | NQ    | NQ      | [ 18 ] |
| Alberto Mestre      | 200 m stylem dowolnym   | —          | —          | 1:55.69   | 4.        | NQ    | NQ      | [ 18 ] |
| Jean-Marie François | 200 m stylem dowolnym   | —          | —          | 1:54.76   | 5.        | NQ    | NQ      | [ 19 ] |
| Jean-Marie François | 400 m stylem dowolnym   | —          | —          | 4:04.48   | 5.        | NQ    | NQ      | [ 19 ] |
| Rafael Vidal        | 100 m stylem motylkowym | 57.33      | 4.         | NQ        | NQ        | NQ    | NQ      | [ 20 ] |
| Rafael Vidal        | 200 m stylem motylkowym | —          | —          | 2:04.23   | 4.        | NQ    | NQ      | [ 20 ] |

### Podnoszenie ciężarów

#### Mężczyźni
| Zawodnik         | Konkurencja | Rwanie | Rwanie  | Podrzut  | Podrzut | Wynik końcowy | Wynik końcowy | Źródło |
| Zawodnik         | Konkurencja | Wynik  | Pozycja | Wynik    | Pozycja | Wynik         | Pozycja       | Źródło |
| ---------------- | ----------- | ------ | ------- | -------- | ------- | ------------- | ------------- | ------ |
| Humberto Fuentes | waga musza  | 90 kg  | 11.     | 117,5 kg | 9.      | 207,5 kg      | 11.           | [ 21 ] |

### Strzelectwo

#### Mężczyźni
| Zawodnik                 | Konkurencja | Wynik   | Pozycja | Źródło |
| ------------------------ | ----------- | ------- | ------- | ------ |
| Julio Jesús de las Casas | Skeet       | 194 pkt | 11.     | [ 22 ] |
| Juan Lavieri             | Skeet       | 185 pkt | 33.     | [ 22 ] |